# Hikawa-Schrein

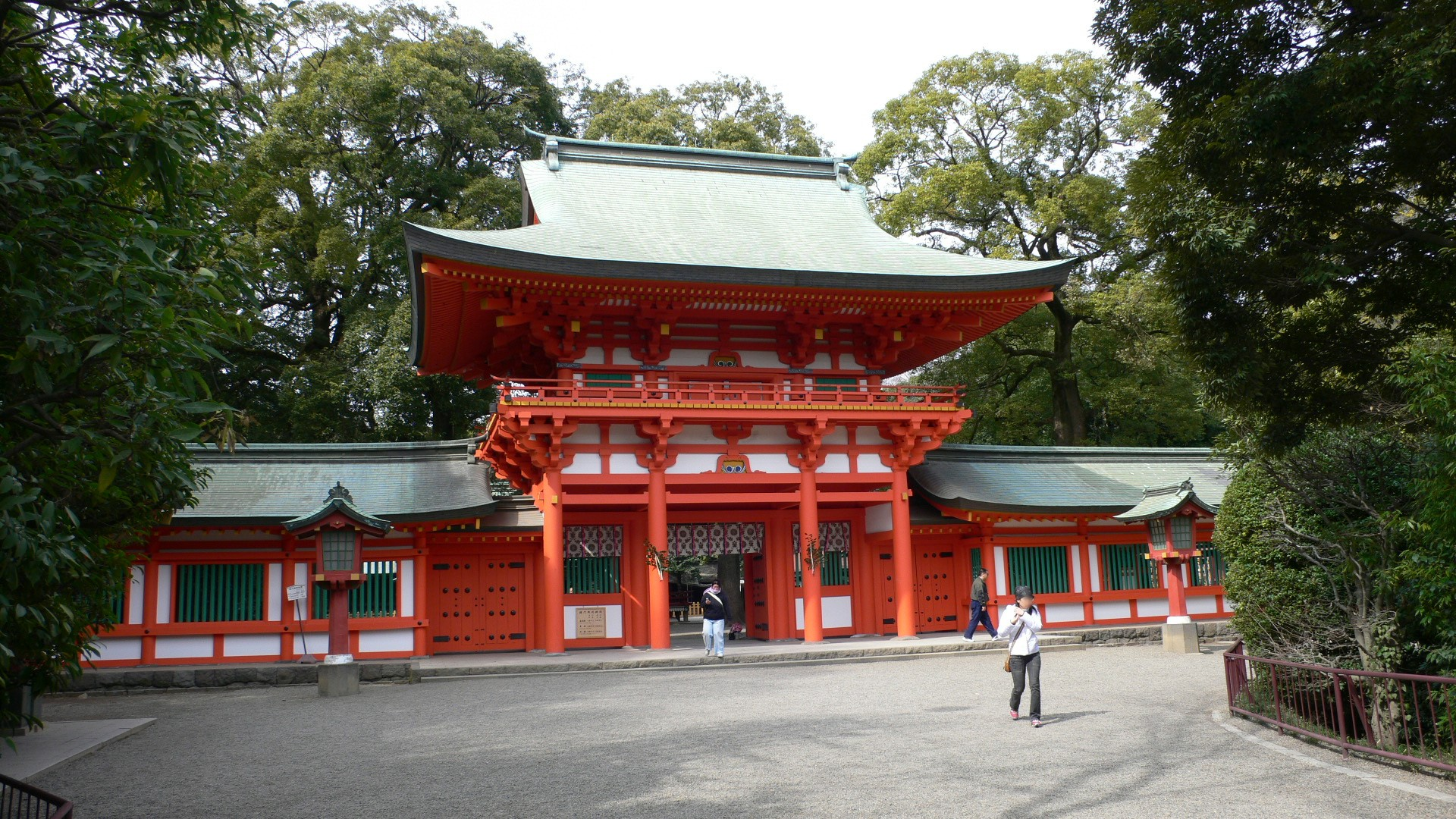
Turmtor (rōmon) des Schreins

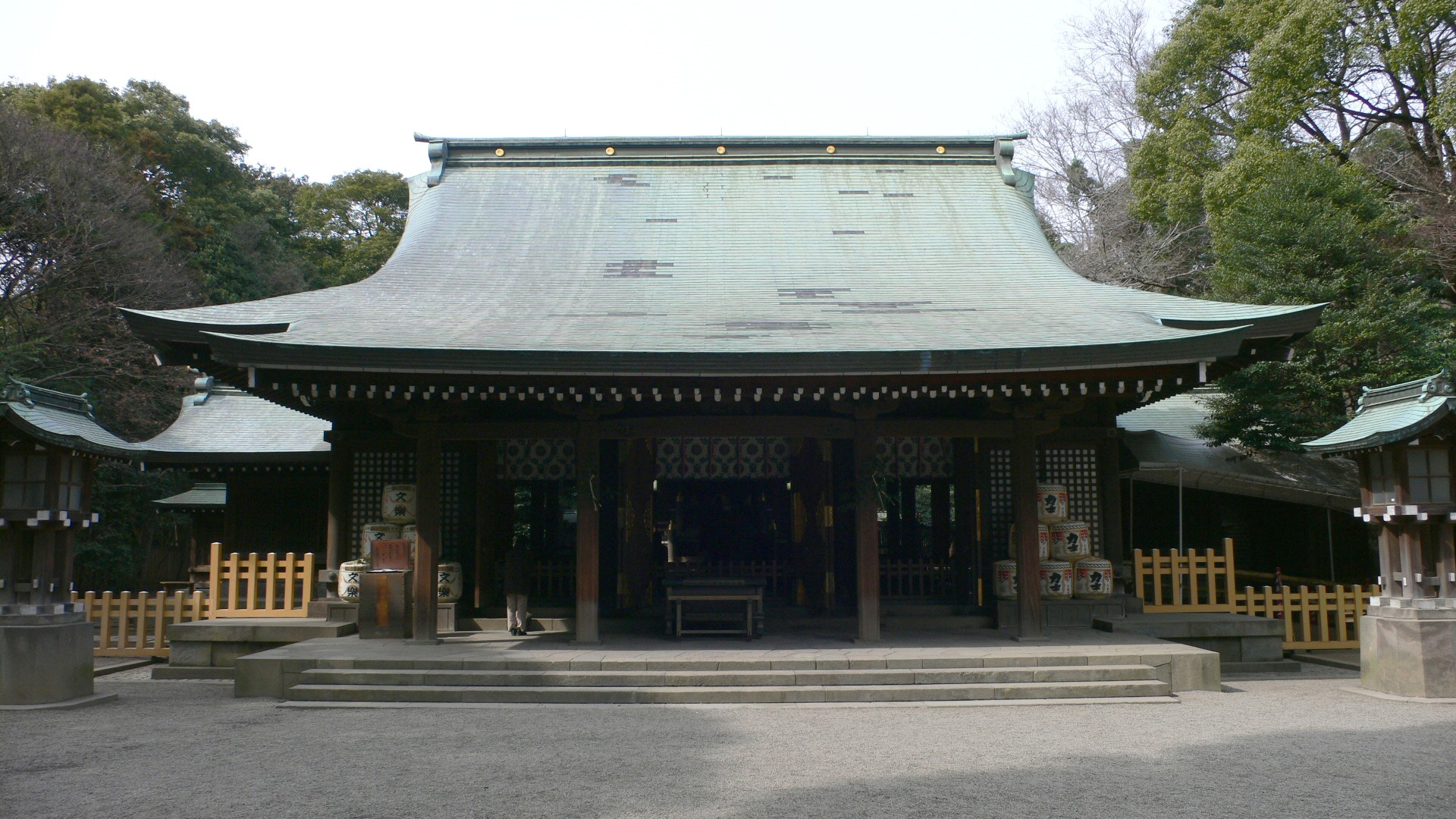
Gebetshalle (haiden) des Schreins

Der Hikawa-Schrein (jap. 氷川神社, Hikawa-jinja) ist ein Shintō-Schrein im Stadtbezirk Ōmiya-ku der Stadt Saitama in der japanischen Präfektur Saitama.
Es gibt in Kantō mehr als 200 gleichnamige Zweigschreine, deren Glaubenssystem als Hikawa shinkō (氷川信仰) bezeichnet wird.

## Geschichte
Im feudalen Japan war der Hikawa-Schrein der ichi-no-miya („Erste Schrein“) der Provinz Musashi.
Bis zur Meiji-Restauration (1868) war die Priesterschaft am Schrein erblich. Im selben Jahr stattete der Meiji-tennō im Zuge seiner Residenz nach Tokio dem Schrein am 28. Oktober einen Besuch ab und erhob ihn in den Rang eines Chokusaisha. Dort erließ der Tennō zu dieser Gelegenheit ein Edikt, in dem es hieß: „Die Verehrung der Götter und die Beachtung der [Shintō-]Zeremonien, dies sind die großartigen Eigenschaften des Reiches und die fundamentalen Prinzipien des Nationalwesens und der Nationalerziehung […] Saisei-itchi soll wiederhergestellt werden“.
Der letzte Neubau der Bauten des Schreins stammt aus dem Jahr 1881.

## Kami und Schreine
Der Sage nach wurde der Hikawa-Schrein vor 2400 bzw. 2500 Jahren an der Stelle des Flusses Hi errichtet, wo Susanoo, Haupt-Kami des Schreins, den Drachen Yamatanoorochi erschlug (der Fluss heißt an dieser Stelle Ara-kawa, „Fluss des Zorns“).
Gast-Kami (aidono-no-kami) des Schreins sind Ō-kuni-nushi-no-mikoto und Ō-kushi-inada-hime-no-mikoto. Ihre go-shintai sind im Hi-no-ōji-sha und im Jo-tai-sha, der von Susanoo im Nan-tai-sha aufbewahrt.
In einem Nebenschrein (sessha), dem Monkakujin-jinja, sind die Eltern der Inada-hime, Ashinazuchi und Tenazuchi, eingeschreint.
Auf einer winzigen Insel in einem Teich auf dem Schreingelände befindet sich ein kleiner Nebenschrein (massha), in dem die Munakata-Kami, insbesondere durch örtliche Geisha, verehrt werden.

## Feste
Wichtige Feste am Hikawa-Schrein finden am 7. Februar und am 15. März statt.
Am 15. April findet ein Matsuri zu Ehren von Ō-kushi-nada-hime statt.
Am 1. August feiert der Schrein sein jährliches Fest (reisai), bei dem der kaiserliche Bote (chokushi) anwesend ist. Besonders berühmt sind die zu diesem Anlass dargebotenen Aufführungen von azuma-asobi (東遊), einer speziellen Art von Tanzmusik (s. Gagaku).
Vom 30. November bis einschließlich zum 9. Dezember wird das Daitō-Matsuri begangen. Zu dieser Gelegenheit werden hundert Sorten von Speisen dem Ō-kuni-nushi dargebracht. Ein Feuer wird bis einschließlich zum 10. Dezember auf dem Schreingelände in Gang gehalten.
Am 10. Dezember findet dann das große Feuer-Fest statt, das seit dem 17. Jahrhundert am Schrein begangen wird. Ō-kuni-nushi werden Fischerei- und Landwirtschaftsgüter geopfert.
Bei den traditionellen Neujahrsbesuchen (hatsumōde) 2008/2009 besuchten 2,05 Millionen Menschen den Schrein, wodurch er der meistbesuchte der Präfektur war.